# 岩庄水库
岩庄水库是中国广东省韶关市翁源县境内的一座水库，位于翁江上，建于1963年。水库正常库容为2097万立方米，集雨面积为38平方千米，海拔为98米。